# Chris Minh Doky
Christian Minh Doky (født 7. februar 1969) er en dansk jazz-bassist, komponist og producer. Han stammer fra en musikalsk familie og startede som 6-årig at spille klassisk klaver, men startede i gymnasietiden med at spille bas.
Chris Minh Doky er uddannet i New York og fik sit gennembrud i samarbejde med guitaristen Mike Stern. Han er især kendt for sit varme og melodiske spil på både el- og akustisk bas.
Chris Minh Doky er medlem af Kunstnersammenslutningen Corner
Chris Minh Doky er broder til Niels Lan Doky. De har sammen indspillet flere cd-er, bl.a. Doky Brothers 1+2.
16. april 2010 blev han Ridder af Dannebrog.
Doky var tidligere gift med Tanja Doky, kronprinsesse Marys tidligere hofdame; de blev skilt i 2014.